# Wenningstedt-Braderup
Wenningstedt-Braderup è un comune di 1 623 abitanti dello Schleswig-Holstein, sull'isola di Sylt, in Germania.
Appartiene al circondario (Kreis) della Frisia Settentrionale (targa NF) ed è parte della comunità amministrativa (Amt) di Landschaft Sylt.

## Storia
Secondo la tradizione, nel V e VI secolo gli Angli e i Sassoni guidati da Hengist e Horsa salparono da qui per conquistare l'Inghilterra. Secondo quanto riportato, la loro squadra di razziatori salpò da un porto in Frisia chiamato Wynningstede. Tuttavia, questa notizia non è provata e anche se fosse vera, a causa dell'erosione costiera, il luogo da cui potrebbero essere salpati si trova oggi a più di 2 chilometri a ovest dell'attuale spiaggia, nel Mare del Nord.
La prima menzione definitiva di Wenningstedt risale al 1462.
Braderup è invece uno degli insediamenti più giovani della regione di Sylt. Viene menzionato per la prima volta in un documento del 1540.Fino all'inizio del XIX secolo, Wenningstedt rimase quasi immutata per secoli, composta da solo otto cascine. Gli abitanti vivevano di agricoltura e pesca. Non pochi uomini andavano anche a caccia di balene nel Mar Glaciale Artico o navigavano su navi di Amburgo per catturare aringhe.
Dal 1859 Wenningstedt è una località balneare e dal 1960 è un centro termale riconosciuto (Nordseebad). 
Nel 1927 Braderup divenne parte di Wenningstedt.

## Monumenti e luoghi d'interesse
Il tumulo di Denghoog, costruito nel Neolitico intorno al 3000 a.C., si trova alla periferia nord di Wenningstedt. Il suo nome significa "collina delle cose". È costituito da una collinetta che copre una camera funeraria, costituita da dodici pietre di sostegno che sostengono un soffitto di lastre di pietra. Fu scavata per la prima volta nel 1868 e dal 1928 è aperta al pubblico.

## Economia
L'economia di Wenningstedt, come quella di tutta Sylt, dipende fortemente dal turismo. Non c'è quasi nessun settore che non sia almeno indirettamente influenzato dall'attività turistica. Come l'industria alberghiera e della ristorazione, anche i commercianti al dettaglio e diverse imprese di servizi dipendono dalla spesa dei turisti.